# Virgil Ghiță
Virgil Eugen Ghiță (* 4. Juni 1998 in Pitești) ist ein rumänischer Fußballspieler. Der Innenverteidiger steht derzeit beim  deutschen Zweitligisten Hannover 96 unter Vertrag. Ghiță ist seit 2021 Rumänischer Nationalspieler.

## Karriere

### Verein
Ghiță begann seine Karriere in der Jugend von Viitorul Pitești. Nach einem Jahr in der Jugend des Zweitligisten Argeș Pitești wechselte Ghiță 2011 in die Jugend des FC Viitorul Constanța, wo er überwiegend ausgebildet wurde. Mit Viitorul Constanta nahm Ghiță an der UEFA Youth League teil.
Am 21. Oktober 2017 debütierte Ghiță bei einem Liga 1-spiel gegen Cluj als Profi. Das Spiel endete in einem 1:0-Sieg für Constanta, Ghiță spielte für 9 Minuten.
Ghiță bestritt 109 Spiele für Viitorul Constanța (später Farul Constanța), bevor er Anfang 2022 zum polnischen Erstligisten KS Cracovia wechselte.
Am 28. Juni 2025 verkündete Hannover 96 den Transfer von Ghiță. Dieser unterschrieb einen Vertrag bis zum 30. Juni 2028 und wurde so zu Hannovers zwölftem Neuzugang im Sommer 2025.

### Nationalmannschaft
Ghiță debütierte am 5. September 2021 für die Rumänische Fußballnationalmannschaft, als er in einem Qualifikationsspiel für die Fußball-Weltmeisterschaft 2022 gegen Liechtenstein eingewechselt wurde. Das spiel endete in einem 2:0-Sieg für Rumänien.

## Erfolge
Viitorul Constanța
- Cupa României (1): 2018/19
- Supercupa României (1): 2019